# Mirsk
Mirsk (německy Friedeberg) je městečko ležící v Polsku na severní straně Jizerských hor. Městem protéká řeka Kwisa a počet jeho obyvatel činí 4 tisíce.

## Historie
Ze Slezska a Lužice v době středověku vedla do Čech obchodní stezka spojující města Jelení Hora a Žitavu. V místech překonávání této stezky řeku Kwisu začala vznikat osada. Ta v roce 1319 (jiné zdroje uvádějí až rok 1329) přešla pod správu Jindřicha Javorského, který osadě udělil právo skladovací, mílové a várečné. Zároveň osadě umožnil výstavbu pivovaru. Spolu s právy obci udělil i znak, které je jejím znakem dodnes a zobrazuje sokola s uloveným ptákem v jeho zobáku. Když okolní oblast kolem osady roku 1329 přecházela pod vládu českého panovníka Jana Lucemburského, zůstal Mirsk spolu s vesnicemi Łęczna a Mroczkowice na slezském území coby statky hradu Gryf, tedy jako soukromé panství rodu Schaffgotschů.
Vzhledem k tomu, že město nemělo žádné opevnění, trpělo ve válečných letech opakovanými nájezdy cizích vojsk či loupeživými výpravami lapků. Ohrožovaly ho také epidemie, požáry a povodně. Přesto se stále rozvíjelo, neboť jeho obyvatelé vždy město obnovili.
V průběhu 16. století se ve městě začíná s výrobou lněného plátna a obchod s ním vzkvétal do té míry, že město se na přelomu 16. a 17. století řadilo mezi největší střediska výroby tohoto plátna ve Slezsku, které bylo odtud vyváženo především na jih, do českých zemí. Ještě další dvě století zůstávaly plátěné výrobky (určené především na trikotýnové výrobky a punčochy) hlavním výrobním artiklem města, jež se vyvážel například i do severní Ameriky.
Roku 1808 začala město spravovat místní samospráva a v roce 1818 se vymanilo z vlastnictví rodiny Schaffgotschů. Ve městě začaly vznikat nové živnosti (například brusírna ozdobných kamenů, malírna porcelánu či výroba výšivek a krajek) a začalo se i se zvelebováním města samotného (dláždění ulic apod.). Roku 1884 bylo město spojeno železniční tratí s Gryfów Śląski, což pro město představovalo další ekonomický rozvoj. Trať byla navíc v roce 1904 prodloužena do Pobiedné a následně až do Jindřichovic pod Smrkem. Vedle této tratě bylo město od roku 1909 železnicí spojeno i s městem Świeradów-Zdrój, kde se rozvíjely lázně.
Ke konci 19. století se z Mirsku stává centrum polygrafie. V místní tiskárně zde (od roku 1874 nebo 1875) začínají vycházet noviny „Bote aus dem Queistale“ (v překladu „Posel z údolí Kwisy“). Výtěžek z jejich prodeje město zpětně investuje do zdejší infrastruktury, a tak mohl být v roce 1880 vybudován vodovod či roku 1882 otevřena místní nemocnice. Před první světovou válkou bylo město dokonce elektrifikováno. V roce 1926 byly zdejší noviny přejmenovány na „Iser–Gebirgs–Zeitung“ (v překladu „Noviny Jizerských hor“).
Roku 1933 byl název města z „Friedeberg am Queis“ (v překladu „Mirsk nad Kwisou“) změněn na „Friedeberg im Isergebirge“ (v překladu „Mirsk v Jizerských horách“). A v roce 1938 byl k městu připojena část Skarbkowa, kde se nacházel závod zpracovávající len, v němž byl v letech 1943 až 1945 zřízen pracovní tábor určený pro židovské ženy, jenž byl pobočkou nacistického koncentračního tábora Gross–Rosen. Ve dnech 8. a 9. května 1945 bylo město osvobozeno Rudou armádou, připojeno k Polsku a ihned přejmenováno na „Klidná hora“ (polsky Spokojna Góra). K přejmenování na současný název došlo v roce 1947.
Protože závod zpracovávající len v 90. letech 20. století ukončil svoji činnost, je město Mirsk sice místním správním centrem s řadou služeb, avšak bez průmyslového provozu. Krajina v jeho okolí ovšem nabízí podmínky k turistickému využití, a proto je centrem turistiky a rekreace.

## Partnerská města
- Aurich, Německo
- Dubá, Česko (2016)
- Zhořelec, Německo
- Herford, Německo
- Issoire, Francie
- Lázně Libverda, Česko[2]
- Nové Město pod Smrkem, Česko (1999)[3]
- Perrier, Francie